# Piotr Tyszkiewicz
Piotr Tyszkiewicz (* 4. September 1970 in Ostróda, Polen) ist ein ehemaliger polnischer Fußballspieler und Sportmanager.

## Vereinskarriere
Der Stürmer spielte während seiner Profikarriere in Polen, der Schweiz und Deutschland. 1990 wurde er als Nachwuchsstürmer in seiner ersten Profisaison Polnischer Meister mit Zagłębie Lubin. Nach einer kurzen Zwischenstation in der Schweiz (FC Baden) wechselte Tyszkiewicz 1995 nach Deutschland zum damaligen Zweitligisten VfL Wolfsburg. In der Saison 1996/97 stieg er mit den Wölfen in die Fußball-Bundesliga auf; mit neun Toren in 30 Spielen hatte er entscheidenden Anteil am Aufstieg des VfL Wolfsburg. In der Bundesliga lief es nicht mehr so gut für ihn, in zwölf Spielen erzielte er lediglich ein Tor. Nach der Saison wechselte er zu Eintracht Braunschweig in die Regionalliga. Hier spielte er noch zwei Saisons, bevor er 2000 nach Polen zurückkehrte und unter anderem bei seinem Heimatverein Stomil Olsztyn (jetzt OKS 1945 Olsztyn). 2002 beendete er seine aktive Karriere und arbeitet inzwischen als Sportmanager.

## Trainerkarriere
Nach seiner aktiven Laufbahn war er von 2002 bis 2003 Trainer des OKS 1945 Olsztyn und in der Saison 2003/2004 bei Kujawiak Włocławek.

## Erfolge
- Polnischer Meister: 1990